# Јусуф Фофана
Јусуф Фофана (фр. Youssouf Fofana; Париз, 10. јануара 1999) француски је фудбалер који тренутно игра за Милан и репрезентацију Француске. Прошао је млађе репрезентативне узрасте Француске, а пореклом је из Малија.

## Трофеји и награде
Стразбур
- Лига куп Француске : 2019.[11]

Милан
- Суперкуп Италије : 2024.[12]